# Dschunkensegel

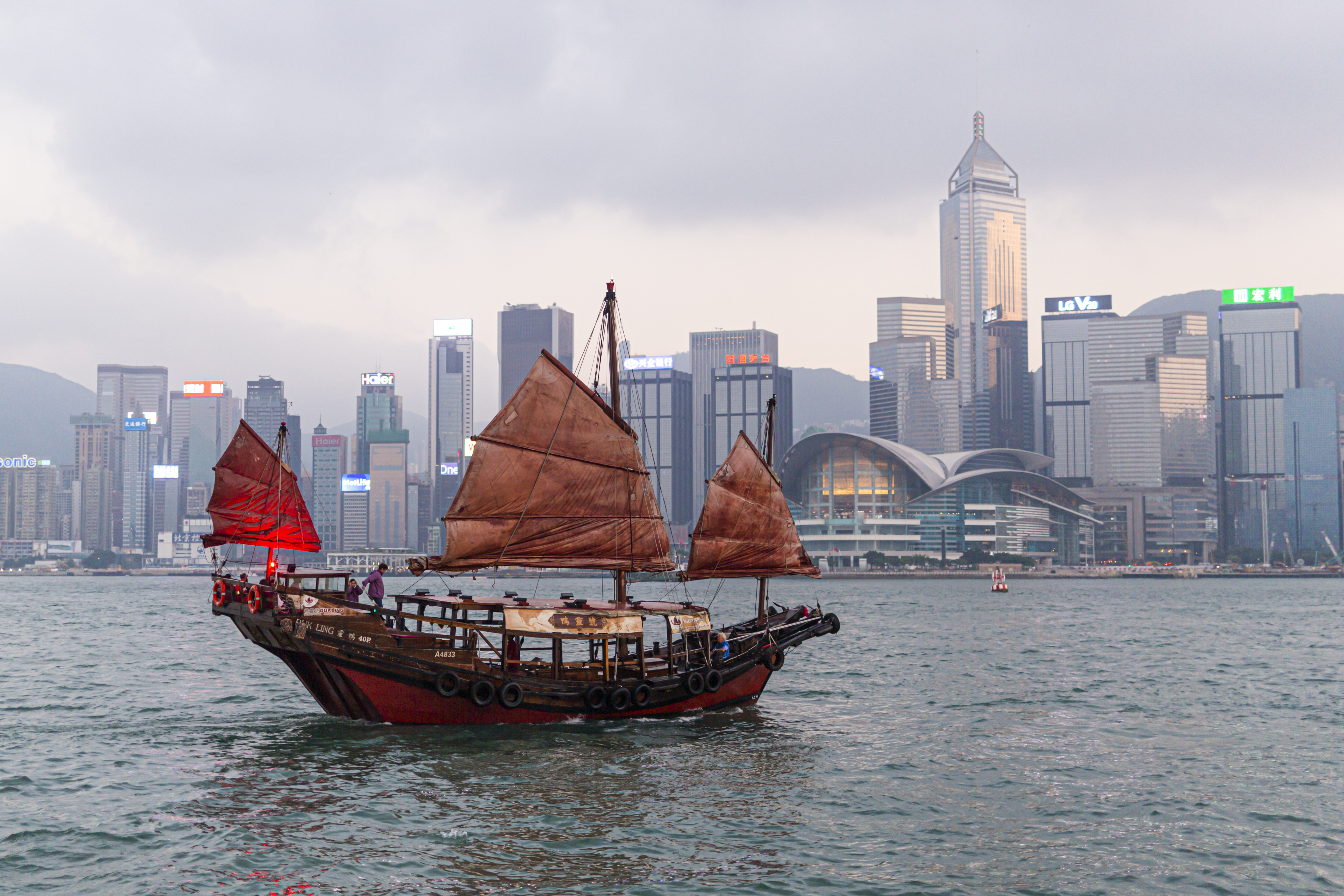
Eine Dschunke in Hongkong (bei diesem Schiff wird an jeder Segellatte eine eigene Schot geführt)

Ein Dschunkensegel ist ein im ostasiatischen Raum verbreitetes, voll durchgelattetes, meist vier- oder fünfeckiges Segel.
Ähnlich dem Luggersegel überragt ein Teil des Segels den Mast nach vorn. Das Segel wird an einer Spiere geheißt. Die Latten sind ursprünglich aus Bambus, manchmal aus biegsamem Holz, moderne Varianten gibt es auch aus Aluminiumlegierungen oder Kunstfaser (GFK, CFK). Die unterste Latte ist oft schwerer und stabiler, z. B. aus Holz statt Bambus oder mit Blei oder Eisen beschwert, und ersetzt den Baum; allerdings sind die Übergänge zum Baum fließend und er wird in der Literatur auch häufig so bezeichnet. Weiteres laufendes Gut sind Spieren- bzw. Rah-Rack (yard hauling parrel; vgl. Rah) und Vorliek-Rack (luff hauling parrel), mit denen die Längsstellung des Segels kontrolliert wird.
Zum Reffen und Bergen werden die Latten einfach aneinander gebunden. Das Dschunkensegel kommt mit weniger und einfacherer Technik aus, bietet aber am Wind ähnlich guten Auftrieb (Tragflügel-Effekt wegen Durchlattung) und raumschots oder vor dem Wind eine größere Fläche als ein modernes dreieckiges Bermudasegel. Deshalb ist es oft das einzige Segel auf Dschunken-getakelten Seglern.
Wegen der
- einfachen Handhabung,
- Vielseitigkeit (gute Leistung auf allen Kursen zum Wind),
- Robustheit
- geringem Preis (Low-Tech, keine weiteren anders geschnittenen Segel nötig),
- und geringerer Unfallgefahr (leichter Baum)

wird es auch in der westlichen Welt von einigen Langfahrten-Seglern geschätzt. Vorreiter in dieser Hinsicht waren die britischen Einhand-Segler Herbert „Blondie“ Hasler und Michael Richey; ihre kleine Yacht mit Dschunken-Besegelung – Jester (deutsch: Narr) – nahm seit dem ersten Single-Handed Transatlantic Race (OSTAR) 1960 bis 1996 an allen Wettbewerben dieser transatlantischen Regatta teil, 1960 und 1964 von Hasler, von 1968 bis 1996 von Richey gesegelt.
Ein Dschunkensegel ist selbstwendend. Die Gefahr einer Patenthalse ist gegenüber Bermuda- und Gaffelriggs deutlich verringert; dem steht bei Starkwind allerdings die Gefahr eines "fan-up" gegenüber, bei dem Segel und -Latten aus ihrer normalen Position nach vorn gehoben werden. Zum Reffen werden beliebig viele Segellatten in die Lazyjacks gefiert und ggfs. eingebunden; dies kann gegenüber einem westlichen Rigg bei Wetterverschlechterung kurzfristiger erfolgen. Zur Veränderung der Segelfläche (Segelsetzen, -reffen, -machen, -bergen) muss das Boot nicht in den Wind gedreht werden, es genügt die Schot zu fieren, so dass das Segel im Wind steht. Diese Eigenschaften ermöglichen ein einfaches Manövrieren des Bootes unter Segeln, was vor allem in beengten Revieren von Vorteil ist. Ein Beiliegen wie beim Bermuda- oder Gaffelrigg ist mangels Vorsegeln nicht möglich, stattdessen wird wiederum das Segel in den Wind gefiert.
Vor dem Wind ist das Dschunkensegel einem Bermudasegel meist überlegen; auf Am-Wind-Kursen ist es meist weniger leistungsfähig. Letzteren Nachteil verringert man seit einigen Jahren, indem ein aerodynamisches Profil (camber) in das Segel eingenäht wird. Der Mast eines Dschunkensegels ist fast immer freistehend. Oft ist er um einige Grad zum Bug hin geneigt, was Wenden vereinfacht. Durch gleichmäßigere Verteilung der Windkräfte über das Segel auf den Mast kommt dieser in der Regel ohne Stehendes Gut aus. Aus dem gleichen Grund wird das Segeltuch weniger beansprucht und kann aus leichterem Material gefertigt werden.
Gegenüber einem Bermudarigg sind beim Aufheißen (Hochziehen) in der Regel größere Kräfte nötig, da Spiere und Latten mit hochgezogen werden müssen; durch die Latten ist das Segeltuch allerdings oft aus leichterem Material, was diesen Nachteil etwas ausgleicht. Die Durchlattung kann sich auch bei Beschädigung des Segels günstig auswirken, indem Risse sich nicht so leicht auf das ganze Segel ausbreiten können.
Die größere Anzahl an Schoten ist dagegen kein Nachteil, denn diese werden nur zum Trimmen des Segels gebraucht.
Nach westlicher Kategorisierung kann das Dschunkensegel als eine Abart des Luggersegels gesehen werden – es gibt aber gravierende Unterschiede, die das Dschunkensegel als eigenständigen Segeltyp ausweisen:
- volle Durchlattung
- Schoten an jeder oder den meisten Latten
- leichter Baum durch Verteilung der Kräfte auf die Latten

Siehe auch: Dschunke